# Anacinaces nahaeoensis
Anacinaces nahaeoensis är en tvåvingeart som beskrevs av Tomasovic och Patrick Grootaert 2003. Anacinaces nahaeoensis ingår i släktet Anacinaces och familjen rovflugor.
Artens utbredningsområde är Thailand. Inga underarter finns listade i Catalogue of Life.